# 鄭瓊
鄭瓊（1470年—？），字玉之，廣東潮州府海阳县（今潮安區）人，明朝政治人物。

## 生平
廣東鄉試举二十四名舉人，弘治十二年（1499年），登己未科进士。正德十一年（1516年）任浙江紹興府知府。嘉靖二年（1523年）二月升任福建都轉運使。

## 家族
曾祖鄭還；祖鄭顯；父鄭綱。母陈氏，继母郭氏。重庆下。弟璟、琠。